# 量子論
量子論（りょうしろん）とは、ある物理量が任意の値を取ることができず、特定の離散的な値しかとることができない、すなわち量子化を受けるような全ての現象と効果を扱う学問である。粒子と波動の二重性、物理的過程の不確定性、観測による不可避な擾乱も特徴である。量子論は、マックス・プランクの量子仮説まで遡る全ての理論、モデル、概念を包括する。量子仮説は1900年に、例えば光や物質構造に対する古典物理学的説明が限界に来ていたために生まれた。
量子論は、相対性理論と共に現代物理学の基礎的な二つの柱である。量子物理学と古典物理学との間の違いは、微視的な（例えば、原子や分子の構造）もしくは、特に「純粋な」系（例えば、超伝導やレーザー光）において特に顕著である。しかし、様々な物質の化学的および物理的性質（色、磁性、電気伝導性など）のように日常的な事も、量子論によってしか説明ができない。
量子論には、量子力学と量子場理論と呼ばれる二つの理論物理学上の領域が含まれる。量子力学は量子的対象の場の影響下での振る舞いを記述する。量子場理論は場も量子的対象として扱う。これら二つの理論の予測は、実験結果と驚くべき精度で一致する。唯一の欠点は、現状の知識状態では一般相対性理論と整合させることができないという点にある。

## 理論

### 前期量子論
量子力学が発達する以前にも、その根底にある原理についての深い理解はなされていなかったにせよ、特定の物理量が量子化されるという仮説や、時には粒子と波動の二重性があらわれるということは知られていた。これらの理論は、それぞれに対応する対象を外れると、具体的な予言はできなかった。これら量子力学の先駆けを称して前期量子論と呼ぶことがある。
1900年、マックス・プランクは黒体放射の周波数分布についての観測結果を説明する式を編み出した。このプランクの法則と呼ばれる法則は、黒体上の振動子のエネルギー準位が離散的であることを仮定して導かれたものであった。プランクは、このエネルギーの量子化は物質の性質であって、光そのものの性質ではないと考えていた。このモデルでは、物質が固定されたエネルギー準位しか取ることができないために光は物質と固定のエネルギー量しか交換することができないのであって、光は単に物質の影響を受けているにすぎないとされた。そして、彼はエネルギー量 ΔE と光の周波数 ν の間に ΔE = hν という関係があるということを見いだした。
アルベルト・アインシュタインは1905年、光電効果を説明するためにこれらの概念を拡張し、光そのもののエネルギーの量子化を提唱した。光電効果とは、特定の色の光が金属表面から電子を叩き出すことができるというものである。ここで、光線は常に同じ、周波数に比例する量のエネルギーしか個々の電子に与えることができないものとされ、これは光の性質であるとされた。このため、アインシュタインはエネルギー準位が量子化されているのは物質の内部だけではなく、光そのものも光量子と呼ばれる特定のエネルギー量しか持てないと結論づけた。この概念は、光が純粋に波動的存在であることとは相容れない。従って、光は古典的波でも古典的粒子の流れでもなく、むしろ場合によってそのどちらかの性質を示すものであると考える必要が出てきた。
1913年、ニールス・ボーアは、水素原子のスペクトルを説明するために量子化されたエネルギー準位の概念を用いた。彼の名にちなんでボーアの原子模型と呼ばれるこのモデルでは、水素原子中の電子は特定のエネルギーを持って原子核を周回すると仮定される。ここで、電子は依然として古典的粒子と考えられているが、特定のエネルギーしか持つことができず、そのエネルギーをもって原子核を回る電子は古典電磁力学に反して電磁波を発生させず、エネルギーを失わないという条件が課された。ボーアが用いた仮定の実験的な確認は、1914年のフランク＝ヘルツの実験により行われた。特にアーノルド・ゾンマーフェルトにより、水素以外の原子のスペクトルを説明できるよう、ボーアの原子模型は電子が楕円軌道も取れるよう拡張された。しかし、この目標は十分に達成されなかった。また、ボーアは彼の仮定を正当化する理由として、水素原子スペクトルが説明できること以外を挙げられなかった。より深い理解のためには、彼のモデルでは不十分だった。 
1924年、 ルイ・ド・ブロイは、全ての物質が波動的性質を示すことがあり、その逆で波も粒子の性質を示すことがあるとする、物質波の理論を発表した。この理論により、光電効果とボーアの原子模型を共通の原因から説明することができた。原子核の周りの電子軌道は定在波と考えられる。この考え方による計算上の電子の波長と、ボーアの原子模型における軌道の周長はよく一致することが確かめられた。しかし、水素以外の原子スペクトルの説明は依然としてできなかった。
ド・ブロイ理論は三年後に二つの独立に行なわれた、電子の回折を検証する実験により確認された。 イギリスの物理学者、ジョージ・パジェット・トムソンは、電子線 に金属薄膜を透過させ、ド・ブロイが予測した干渉縞を観測した。同様の実験は、ベル研究所のクリントン・デイヴィソンとチャールズ・クンスマンにより既に1921年にニッケルによる電子線反射回折を用いて行われていたが、そのころはまだ干渉と解釈されていなかった。デイヴィソンと助手のレスター・ガーマーは、1927年に再実験を行い、観測された明瞭な回折パターンをド・ブロイの物質波理論を用い説明した。

### 量子力学
現代的な量子力学の端緒は、1925年にヴェルナー・ハイゼンベルク、マックス・ボルン、パスクアル・ヨルダンらにより定式化された行列力学に見ることができる。数ヶ月後、エルヴィン・シュレーディンガーは全く違うアプローチに基づいてド・ブロイの物質波理論から波動力学とシュレーディンガー方程式を導出した。そのすぐ後、シュレーディンガーは彼のアプローチが行列力学と等価であることを示すことができた。
シュレーディンガーとハイゼンベルクの新しいアプローチには、観察可能な物理量、いわゆる可観測量という新しい考え方が含まれていた。これら、例えば（一次元粒子の場合）位置や運動量などは、以前はある系のそれぞれの状態において固定の数値を持つ物理量であると考えられていた。これに対して、ハイゼンベルクとシュレディンガーは、二重スリット実験の結果を説明できるよう可観測量の定義を拡張した。この実験では、どちらのスリットを通ったかを確定させる追加的測定をうけた粒子からは、二重スリット回折干渉縞はみられず、二つの単スリット回折パターンが見られるようになる。最終的に、この測定は観測された粒子の状態を以前とは変えてしまう。このため、可観測量はある状態を別の状態へと変化させる関数として理解される。加えて、粒子が「ある意味で」両方のスリットを通ると考えることにより、干渉縞を説明することができる。飛行中の（単一粒子の）状態は、どれだけ測定を精密にしようとも、確率によってしか記述できない。その結果、ある粒子の状態はもはや、一定の位置および運動量のような、ある一定値を取る物理量によって記述することはできず、可観測量とその値とを切り離す必要がある。固有状態と呼ばれる状態にあるときには、測定の過程において可観測量は不変となり、実際の測定値を一意に決定することができる。この、量子力学的状態の概念は、前期量子論における（数学的に厳密な）軌道の概念とは相容れない。数学的には、量子力学的状態は波動関数もしくは(若干わかりにくいが）状態ベクトルにより表現される。
この、可観測量という新しい概念の一つの帰結として、二つの任意の可観測量を状態に作用させる際、順番が無視できないということが挙げられる。二つの測定操作の順番を入れ替えてもよい場合（例えば x 座標と y 座標の測定）、これらは交換可能であるという。そうでない場合（例えば x 座標の測定と x 運動量の測定）、最初の測定により状態が変ってしまい、次の測定の結果に影響するため、二つの測定の順番を決める必要がある。それによって、最初の測定と同じ測定を繰り返しても、異る結果が得られることになる。したがって、二つの可観測量を別の順序で状態に作用させれば、異る終状態を得ることができる。二つの可観測量の観測順序を決めなければ終状態が変わってしまうので、不確定性関係と呼ばれる観察可能な要因の測定が重要なので、最終的な状態の異なるなかで、これまでのいわゆる 不確定性関係と呼ばれる関係が生じる。この関係は位置と運動量の間についてハイゼンベルクにより1927年に初めて記述された。これらの関係は、可観測量の交換にともなう測定値の統計的ゆらぎによって終状態の違いを定量的に記述することによって実証される。
1927年、ボーアとハイゼンベルクは、量子力学における正統的な解釈としても知られる、コペンハーゲン解釈をまとめた。彼らは系の状態を表す波動関数の絶対値の二乗を確率密度として理解する、マックス・ボルンの提案を元にした。コペンハーゲン解釈は現在に至るまでほとんどの物理学者に支持されている量子力学の解釈であるが、その他にも多くの解釈が存在する。
1927年ごろ、ポール・ディラックは量子力学と特殊相対性理論とを統合した。彼はまた、ブラ-ケット記法を含めた作用素理論を初めて導入し、それを用いた数学的計算を1930年にモノグラフとして発表した。同時期に、ジョン・フォン・ノイマンにより量子力学の厳密な数学的基礎が確立された。例えば、ヒルベルト空間上の線形作用素の理論は、1932年にモノグラフとして発表された。量子物理学(Quantenphysik) という用語は、1929年のマックス・プランクによる講義「新しい物理学の世界観」に初めて見られる。この時期までに確立された成果が現在に至るまで量子力学的問題に取り組むために用いられている。

### 量子場の理論
1927年から、粒子のみならず場へも量子力学を適用しようという試みから、量子場の理論の発達が始まった。この分野における最初の業績は、ポール・ディラック、ヴォルフガング・パウリ、ビクター・ヴァイスコップ、 パスクアル・ヨルダンらによるものである。波動、粒子、場を統一的に表現できるようにするため、これらを量子場という、可観測量と似たものとして考える。ただし、これらは必ずしも実数であるとは限らない。このことは、量子場が測定可能な量を表現するものではないことを示している。しかし、量子場の複雑な散乱過程の計算において、無限の結果が得られるという問題があった。 唯一計算できる簡単なプロセスですら、結果が測定値と大きく乖離することはしばしばであった。
1940年代終わりになって初めて、この無限大の問題は繰り込みにより解決された。これを受けて、量子電磁力学がリチャード・P・ファインマン、フリーマン・ダイソン、 ジュリアン・シュウィンガー、朝永振一郎らにより定式化された。量子電気力学は、電子は、陽電子、電磁場を初めて統一的な手法で記述した。また、これによる予測値は、測定結果と非常に高い精度で一致することも確かめられた。ここで発達した概念や手法は、この後さらに発展した場の量子論において手本とされることになった
1960年代初頭、量子色力学理論が開発された。今日知られる形式の理論は、1975年にデビッド・ポリツァー、 デイビッド・グロス、フランク・ウィルチェックにより定式化された。ジュリアン・シーモア・シュウィンガー、ピーター・ヒッグス、ジェフリー・ゴールドストーン、シェルドン・グラショーの先駆的な業績をもとに、スティーヴン・ワインバーグ、アブドゥス・サラムが互いに独立に弱い核力を量子電磁力学に統合し、電弱相互作用の理論を確立した。
現在に至っても場の量子論は活発な研究分野であり、数多くの新しい手法が開発されている。また、全ての基本相互作用の統一理論の確立にむけての基礎理論としても重要である。場の量子論の手法や概念を基に構築された理論の中でも代表的なものとして、超対称性、弦理論は、ループ量子重力理論、ツイスター理論が挙げられる。

## 研究の概歴
以下のリストは完全なものではない。
| 発見                                         | 発見者                                   | 発見年    | 備考 |
| -------------------------------------------- | ---------------------------------------- | --------- | --- |
| 線スペクトル、分光法                         | ブンゼン、キルヒホフ                     | 1860      | |
| 光電効果                                     | ハルヴァクス                             | 1886      | |
| リュードベリの公式                           | リュードベリ                             | 1888      | 水素原子についての経験式。ボーアの原子模型により初めて理論的に裏付けることができた。                                             |
| 電界放出                                     | ウッド                                   | 1897      | ずっと後に理解されることになる、トンネル効果の最初の観測例。                                                                     |
| プランクの法則                               | プランク                                 | 1900      | 量子仮説の最初の例。量子論「誕生」の時。                                                                                         |
| 光子                                         | アインシュタイン                         | 1905      | 光が量子化される。 |
| 超伝導                                       | カメルリング・オンネス                   | 1911      | |
| フランク＝ヘルツの実験                       | フランク、ヘルツ                         | 1911–1914 | 原子における離散的なエネルギー準位の確認                                                                                         |
| ボーアの原子模型                             | ボーア                                   | 1913      | 最初の量子的原子モデル。1916年にゾンマーフェルトにより拡張（ボーア＝ゾンマーフェルトの量子化条件）されるが、それ以降は発展せず。 |
| コンプトン効果                               | コンプトン                               | 1922      | 光子が運動量を持つ。 |
| シュテルン・ゲルラッハの実験                 | シュテルン、ゲルラッハ                   | 1922      | 角運動量が量子化される。 |
| 物質波                                       | ド・ブロイ                               | 1924      | 粒子と波動の二重性の基礎 |
| 行列力学                                     | ハイゼンベルク                           | 1925      | 量子力学の最初の厳密な定式化 |
| 電子スピン                                   | グートシュミット、ウーレンベック、パウリ | 1925      | |
| 波動力学                                     | シュレーディンガー                       | 1926      | 数学的に行列力学と等価 |
| 水素原子におけるシュレーディンガー方程式の解 | シュレーディンガー                       | 1926      | 水素原子中の電子のエネルギー準位と軌道                                                                                           |
| フェルミ・ディラック統計                     | フェルミ、ディラック                     | 1926      | フェルミオン気体の理論にして、固体物理学、特に半導体理論の基礎                                                                   |
| 不確定性原理                                 | ハイゼンベルク                           | 1927      | 位置と運動量を共に精度良く求めることはできない。                                                                                 |
| デイヴィソン＝ガーマーの実験                 | デイヴィソン、ガーマー                   | 1927      | ド・ブロイの物質波仮説の実験的検証                                                                                               |
| 相対論的量子力学                             | クライン、ゴルドン、ディラック           | 1926–1928 | |
| トンネル効果                                 | ガモフ、フントほか                       | 1926–1928 | アルファ崩壊および電界放出の理論的説明                                                                                           |
| 核磁気共鳴                                   | ラビ                                     | 1936      | |
| 超流動                                       | カピッツァら                             | 1938      | |
| トランジスタ                                 | ショックレー、ブラッテン、バーディーン   | 1945      | マイクロエレクトロニクス「誕生の時」                                                                                             |
| 量子電磁力学                                 | ファインマン、朝永、シュヴィンガー       | 1947      | |
| 半導体による太陽電池                         | ベル研究所                               | 1954      | |
| ニュートリノ                                 | カワン、ライネス                         | 1956      | 1930年パウリにより予言 |
| BCS理論                                      | バーディーン、クーパー、シュリーファー   | 1957      | 超伝導の量子的理論づけ |
| エサキダイオード                             | 江崎玲於奈他                             | 1957      | トンネル効果を利用した半導体素子                                                                                                 |
| レーザー                                     | メイマン                                 | 1960      | |
| クォーク                                     | ゲルマン                                 | 1961      | |
| ベルの不等式                                 | ベル                                     | 1964      | 隠れた変数論の否定、量子系のふるまいの規定                                                                                       |
| 電弱相互作用                                 | グラショウ、サラム、ワインバーグ         | 1967      | 電磁相互作用と弱い相互作用の統一                                                                                                 |
| CCDイメージセンサ                            | ボイル、スミス                           | 1969      | デジタルカメラの基本素子 |
| マイクロプロセッサ                           | テキサス・インスツルメンツ、インテル     | 1970–1971 | |
| 量子色力学                                   | ゲルマンほか                             | 1972      | 強い相互作用の理論。標準模型の一部として重要。                                                                                   |
| 核磁気共鳴画像法                             | マンスフィールド、ラウターバー           | 1973      | 核磁気共鳴を利用した医療用撮像手法                                                                                               |
| 量子ホール効果                               | フォン・クリッツィング                   | 1980      | |
| フラッシュメモリ                             | 舛岡富士雄                               | 1980      | トンネル効果の記憶メディアへの応用                                                                                               |
| 走査型電子顕微鏡                             | ビーニッヒ、ローラー                     | 1981      | |
| ボース・アインシュタイン凝縮                 | コーネル、ケターレ、ワイマン             | 1995      | 1924年にアルベルト・アインシュタインが予言した第四の凝集状態                                                                     |
| 量子テレポーテーション                       | ツァイリンガー                           | 1997      | 1935年、アインシュタイン、ポドルスキー、ローゼンがパラドックスとして言及した量子もつれによる効果                                 |

| 凡例 | 実験物理学 | 理論物理学 | 技術的応用 |